# Václav Blažejovský
Václav Blažejovský (8. října 1920 – 24. listopadu 1986) byl český fotbalista, záložník a obránce. Po skočení aktivní kariéry působil jako fotbalový trenér.

## Fotbalová kariéra
V československé lize hrál za SK Polaban Nymburk, Spartu Praha a Slavoj Liberec. Nastoupil ve 134 ligových utkáních a dal 17 gólů. Mistr Československa 1952 a 1954. Za reprezentační B-tým nastoupil v 1 utkání.

## Ligová bilance
| Ročník                                     | Zápasy | Góly | Klub                   |
| ------------------------------------------ | ------ | ---- | ---------------------- |
| Národní liga 1943/44                       | 24     | 4    | SK Polaban Nymburk     |
| Státní liga 1945/46                        | -      | 2    | SK Polaban Nymburk     |
| Státní liga 1948                           | -      | 2    | AC Sparta Praha        |
| Celostátní československé mistrovství 1949 | -      | 4    | AC Sparta Praha        |
| Celostátní československé mistrovství 1950 | -      | 1    | AC Sparta Praha        |
| Mistrovství československé republiky 1951  | -      | 0    | AC Sparta Praha        |
| Mistrovství československé republiky 1952  | -      | 3    | AC Sparta Praha        |
| Přebor československé republiky 1953       | -      | 0    | Slavoj Liberec         |
| Přebor československé republiky 1954       | -      | 0    | Spartak Praha Sokolovo |
| CELKEM                                     | 134    | 17   |                        |

## Trenérská kariéra
Trénoval olympijskou reprezentaci (1959–1960), reprezentaci do 18 let (1962–1964), reprezentaci do 21 let (1966) a olympijskou reprezentaci (1967–1968).